# Ленинский (Давлекановский район)
Ленинский (баш. Ленинск) — село в Давлекановском районе Республики Башкортостан Российской Федерации. Входит в состав Рассветовского сельсовета.

## География

### Географическое положение
Расстояние до:
- районного центра (Давлеканово): 30 км,
- центра сельсовета (Рассвет): 22 км,
- ближайшей ж/д станции (Давлеканово): 30 км.

## Население
| 2002 | 2009 | 2010 |
| ---- | ---- | ---- |
| 355  | ↘332 | ↗358 |

Согласно переписи 2002 года, преобладающие национальности — русские (41 %), башкиры (31 %).